# Aleksandar Radosavljević
Aleksandar Radosavljević, né le 25 avril 1979 à Kranj, est un footballeur international slovène. Il évolue au poste de milieu défensif de la fin des années 1990 au milieu des années 2010 reconverti entraîneur.
Après des débuts au NK Triglav Kranj, il évolue notamment au NK Publikum Celje, au FK Chinnik Iaroslavl, au Tom Tomsk, à ADO La Haye et à l'Olimpija Ljubljana.
Il compte 39 sélections pour un but inscrit en équipe nationale et dispute la Coupe du monde 2010.